# Север (Удмуртия)
Се́вер — деревня в Балезинском районе Удмуртии. Входит в состав Карсовайского сельского поселения.

## География
Деревня находится на северо-востоке республики, на расстоянии примерно 39 км (по прямой) к северу от посёлка Балезино, административного центра района.

### Часовой пояс
Деревня Север, как и вся Удмуртия, находится в часовой зоне МСК+1. Смещение применяемого времени относительно UTC составляет +4:00.

## Население
| 2010 | 2012 | 2014 |
| ---- | ---- | ---- |
| 0    | →0   | ↗5   |

### Национальный состав
Согласно результатам переписи 2002 года, в национальной структуре населения русские составляли 95 % из 20 чел.